# Guo Pu
Guo Pu (em chinês:  郭璞; 276–324 d.C.), nome de cortesia Jingchun (em chinês:  景純), foi um historiador, poeta e escritor chinês do período Jin Oriental. É mais conhecido como um dos principais comentaristas chineses de textos antigos. Guo foi um místico taoísta, geomante, colecionador de contos estranhos, editor de textos antigos e comentarista erudito. Ele foi o primeiro comentador do Shan Hai Jing e, portanto, provavelmente, juntamente com o famoso bibliógrafo Han Liu Xin, foi fundamental na preservação deste valioso texto mitológico e religioso.
Guo Pu era filho de um governador. Ele é o autor de O Livro do Enterro, a primeira e mais confiável fonte de doutrina do feng shui e o primeiro livro a abordar o conceito de feng shui na história da China. Por Guo Pu ter sido a primeira pessoa a definir o feng shui é geralmente chamado de pai do feng shui na China.

## Vida
Natural do Condado de Wenxi, no que hoje é o sudoeste da Província de Shanxi, Guo estudou ocultismo taoísta e adivinhação em sua juventude. Trabalhou principalmente como prognosticador para vários oficiais e líderes locais, interpretando presságios e portentos para prever o sucesso ou fracasso de vários empreendimentos. Em 307 d.C., um clã Xiongnu invadiu a área e a família de Guo mudou-se para o sul do rio Yangtze, compreendo hoje em dia a cidade de Xuancheng, e eventualmente se estabeleceu em Jiankang (atual Nanquim).
Guo serviu como intérprete de presságios para líderes militares e para o chanceler de Jin Oriental, Wang Dao, antes de ser nomeado para cargos oficiais na corte em 318 e 320. A mãe de Guo morreu em 322, o que fez com que ele renunciasse ao seu cargo e passasse um ano de luto. Em 323, Guo juntou-se à equipe do senhor da guerra Wang Dun, que controlava grande parte das áreas modernas de Hunan e Hubei, mas foi executado em 324 por não conseguir produzir um presságio favorável à usurpação planejada de Wang do trono de Jin Oriental.

## Influência
Guo foi provavelmente a pessoa mais erudita da sua época e é um dos principais comentadores de obras chinesas antigas. Ele escreveu comentários para Chu Ci, Shan Hai Jing, Mu Tianzi Zhuan, Fangyan, Erya, "Fu na Caçada de Excursão do Filho do Céu" de Sima Xiangru e três dicionários antigos: Cang Jie, Yuanli e Boxue. Os comentários de Guo, que identificam e explicam palavras e alusões raras, são frequentemente as únicas fontes sobreviventes dessas glosas e, sem elas, deixam a obra original em grande parte incompreensível para os leitores modernos. Em particular, os comentários de Guo sobre o Erya, Shan Hai Jing e Fangyan são considerados suficientemente autoritários para serem incluídos em todas as versões padrão desses textos. Sem as suas glosas e comentários, grandes porções destes textos seriam hoje ininteligíveis.
Guo também foi um poeta talentoso, e seus 11 fu (poemas) sobreviventes demonstram seu amplo domínio da antiga língua chinesa. Um deles, intitulado "Fu sobre o Rio Yangtze" (Jiang fu 江賦), usou a imagem do Yangtze para elogiar a restauração da dinastia Jin e estabeleceu sua reputação como uma figura literária importante. Seus poemas mais conhecidos são uma série intitulada "Peregrinando como um imortal" (youxian 遊仙), dos quais 14 sobreviveram. O Livro da dinastia Sui - que engloba as Vinte e quatro histórias - coloca que as obras de Guo teriam 17 juan (volumes). As duas histórias escritas na dinastia Tang registra que a obra de Guo tinha 10 volumes. No final da dinastia Song, todos os escritos de Guo não incluídos no Wen Xuan foram perdidos. Tudo o que resta hoje são seus escritos do Wen Xuan e reconstruções de citações em outras obras sobreviventes.